# Leichtathletik-Europameisterschaften 1994/400 m Hürden der Frauen

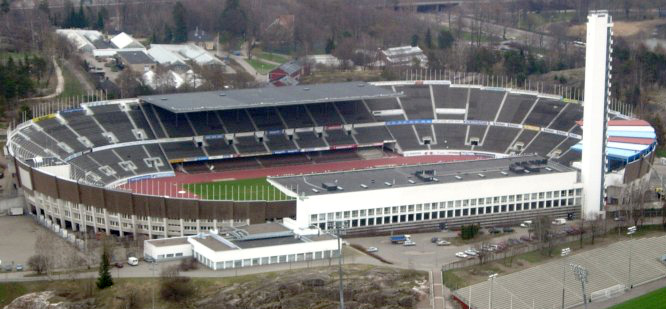
Das Olympiastadion von Helsinki im Jahr 2005

Der 400-Meter-Hürdenlauf der Frauen bei den Leichtathletik-Europameisterschaften 1994 wurde vom 9. bis 12. August 1994 im Olympiastadion der finnischen Hauptstadt Helsinki ausgetragen.
Europameisterin wurde die britische Olympiasiegerin von 1992, Vizeweltmeisterin von 1991, Weltmeisterin von 1993 und Weltrekordinhaberin Sally Gunnell. Die Deutsche Silvia Rieger errang die Silbermedaille. Rang drei belegte die Russin Anna Knoros.

## Bestehende Rekorde
| Weltrekord           | 52,74 s | Sally Gunnell    | WM Stuttgart, BR Deutschland | 19. August 1993 |
| Europarekord         | 52,74 s | Sally Gunnell    | WM Stuttgart, BR Deutschland | 19. August 1993 |
| Meisterschaftsrekord | 53,32 s | Marina Stepanowa | EM Stuttgart, BR Deutschland | 30. August 1986 |

Der bestehende EM-Rekord wurde bei diesen Europameisterschaften nicht erreicht. Allerdings blieb die britische Europameisterin Sally Gunnell mit ihren 53,33 s im Finale nur um die Winzigkeit einer Hundertstelsekunde über dem Rekord. Zum Welt- und Europarekord fehlten ihr 59 Hundertstelsekunden.

## Vorrunde
10. August 1994, 17:35 Uhr
Die Vorrunde wurde in drei Läufen durchgeführt. Die ersten vier Athletinnen pro Lauf – hellblau unterlegt – sowie die darüber hinaus vier zeitschnellsten Läuferinnen – hellgrün unterlegt – qualifizierten sich für das Halbfinale.

### Vorlauf 1
| Platz | Name            | Nation         | Zeit (s) |
| ----- | --------------- | -------------- | -------- |
| 1     | Olga Nasarowa   | Russland       | 55,71    |
| 2     | Heike Meißner   | Deutschland    | 56,13    |
| 3     | Monika Warnicka | Polen          | 56,48    |
| 4     | Anita Protti    | Schweiz        | 56,51    |
| 5     | Monica Westén   | Schweden       | 56,74    |
| 6     | Iina Pekkola    | Finnland       | 57,81    |
| 7     | Jacqui Parker   | Großbritannien | 57,83    |
| 8     | Stefanie Zotter | Österreich     | 58,32    |

### Vorlauf 2
| Platz | Name                  | Nation         | Zeit (s) |
| ----- | --------------------- | -------------- | -------- |
| 1     | Sally Gunnell         | Großbritannien | 55,17    |
| 2     | Tetjana Tereschtschuk | Ukraine        | 55,75    |
| 3     | Gesine Schmidt        | Deutschland    | 55,96    |
| 4     | Michèle Schenk        | Schweiz        | 56,50    |
| 5     | Wera Ordina           | Russland       | 56,66    |
| 6     | Sylwia Pachut         | Polen          | 56,76    |
| 7     | Tiia Eeskivi          | Estland        | 58,06    |
| 8     | Carole Nelson         | Frankreich     | 58,39    |

### Vorlauf 3
| Platz | Name                 | Nation         | Zeit (s) |
| ----- | -------------------- | -------------- | -------- |
| 1     | Tazjana Kurotschkina | Belarus        | 55,53    |
| 2     | Silvia Rieger        | Deutschland    | 55,83    |
| 3     | Anna Knoros          | Russland       | 55,95    |
| 4     | Gowry Retchakan      | Großbritannien | 56,45    |
| 5     | Frida Svensson       | Schweden       | 57,06    |
| 6     | Ionela Târlea        | Rumänien       | 57,79    |
| 7     | Lana Jekabesone      | Lettland       | 57,99    |
| 8     | Virna De Angeli      | Italien        | 58,60    |

## Halbfinale
10. August 1994
Aus den beiden Halbfinalläufen qualifizierten sich die jeweils ersten vier Athletinnen – hellblau unterlegt – für das Finale.

### Lauf 1
| Platz | Name                 | Nation         | Zeit (s) |
| ----- | -------------------- | -------------- | -------- |
| 1     | Heike Meißner        | Deutschland    | 55,16    |
| 2     | Tazjana Kurotschkina | Belarus        | 55,49    |
| 3     | Gowry Retchakan      | Großbritannien | 55,78    |
| 4     | Olga Nasarowa        | Russland       | 55,90    |
| 5     | Gesine Schmidt       | Deutschland    | 56,01    |
| 6     | Monica Westén        | Schweden       | 56,38    |
| 7     | Sylwia Pachut        | Polen          | 56,57    |
| 8     | Michèle Schenk       | Schweiz        | 57,67    |

### Lauf 2
| Platz | Name                  | Nation         | Zeit (s) |
| ----- | --------------------- | -------------- | -------- |
| 1     | Sally Gunnell         | Großbritannien | 54,60    |
| 2     | Anna Knoros           | Russland       | 54,82    |
| 3     | Silvia Rieger         | Deutschland    | 55,69    |
| 4     | Tetjana Tereschtschuk | Ukraine        | 55,79    |
| 5     | Anita Protti          | Schweiz        | 56,15    |
| 6     | Wera Ordina           | Russland       | 56,40    |
| 7     | Monika Warnicka       | Polen          | 56,70    |
| 8     | Frida Svensson        | Schweden       | 57,54    |

## Finale

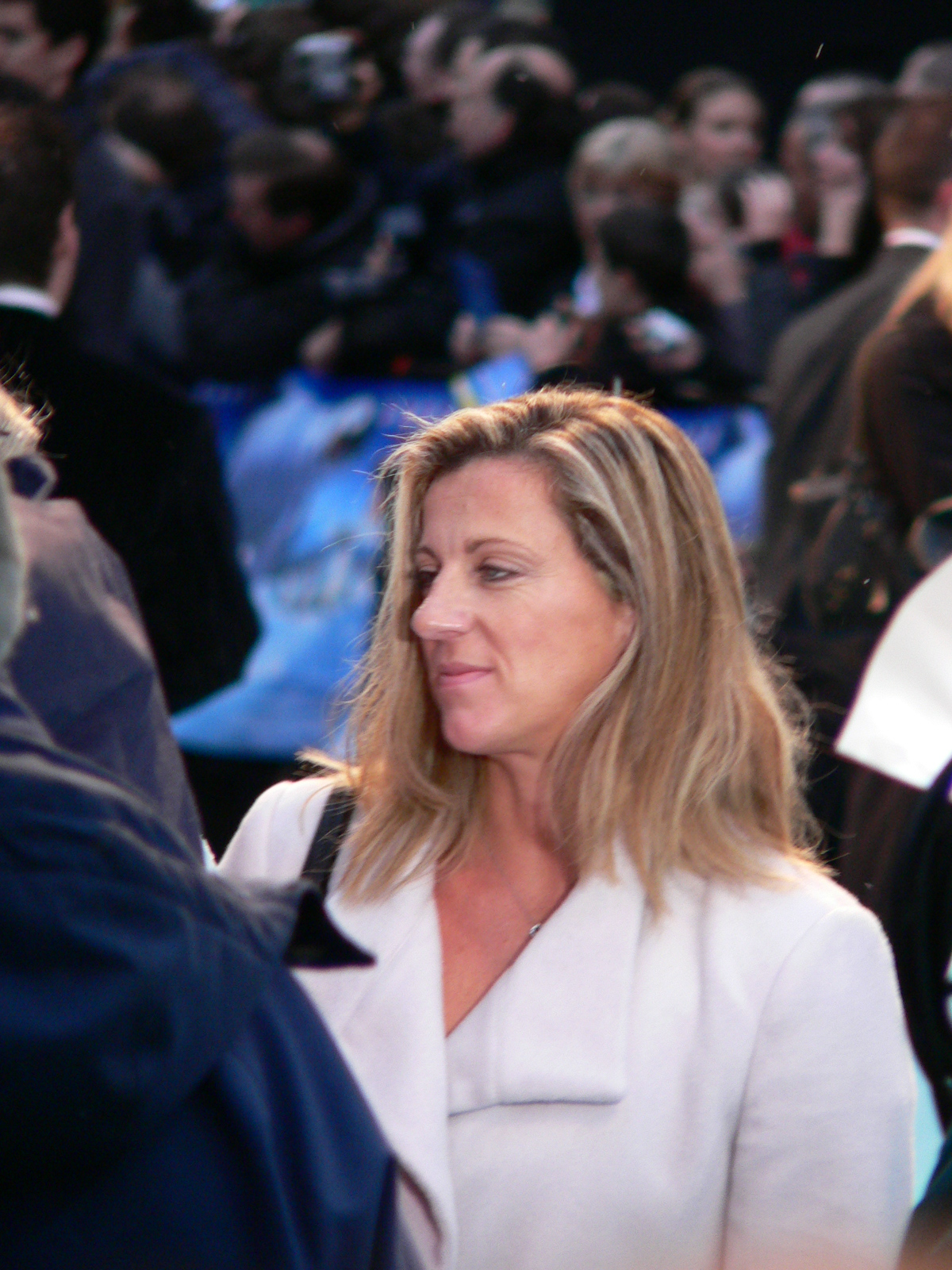
Von 1992 bis 1994 dominierte die Weltrekordinhaberin Sally Gunnell diese Disziplin – hier wurde sie Europameisterin

12. August 1994
| Platz | Name                  | Nation         | Zeit (s) |
| ----- | --------------------- | -------------- | -------- |
| 1     | Sally Gunnell         | Großbritannien | 53,33    |
| 2     | Silvia Rieger         | Deutschland    | 54,68    |
| 3     | Anna Knoros           | Russland       | 54,68    |
| 4     | Heike Meißner         | Deutschland    | 54,79    |
| 5     | Tazjana Kurotschkina  | Belarus        | 55,18    |
| 6     | Tetjana Tereschtschuk | Ukraine        | 55,53    |
| 7     | Olga Nasarowa         | Russland       | 55,98    |
| 8     | Gowry Retchakan       | Großbritannien | 56,05    |

## Videolink
- 5001 European Track & Field 400m Hurdles Women, youtube.com, abgerufen am 3. Januar 2023
- Women's 400m Hurdles Final European Champs Helsinki 1994, youtube.com, abgerufen am 3. Januar 2023